# Адаевский округ
Адаевский округ — административно-территориальная единица Казакской АССР, существовавшая в 1928—1929 годах.
Адаевский округ был образован 17 января 1928 года путём преобразования Адаевского уезда. Центром округа было назначено село Уил. Округ был разделён на 5 районов:
- Алты-Карасуйский район. Центр — урочище Алты-Карасу
- Мангистауский район. Центр — город Форт-Александровский
- Табынский район. Центр — урочище Кок-Мечеть
- Уильский район. Центр — село Уил
- Усть-Урт-Самский район. Центр — урочище Жар-Кудук

С 17 сентября 1928 по 1 января 1929 в состав округа также входил Жилокосинский район с центром в урочище Жилая Коса, временно переданный из Гурьевского округа.
10 апреля 1929 Адаевский округ был упразднён, а его территория распределена между Актюбинским и Гурьевским округами и Кара-Калпакской АО.